# هاماماتسو

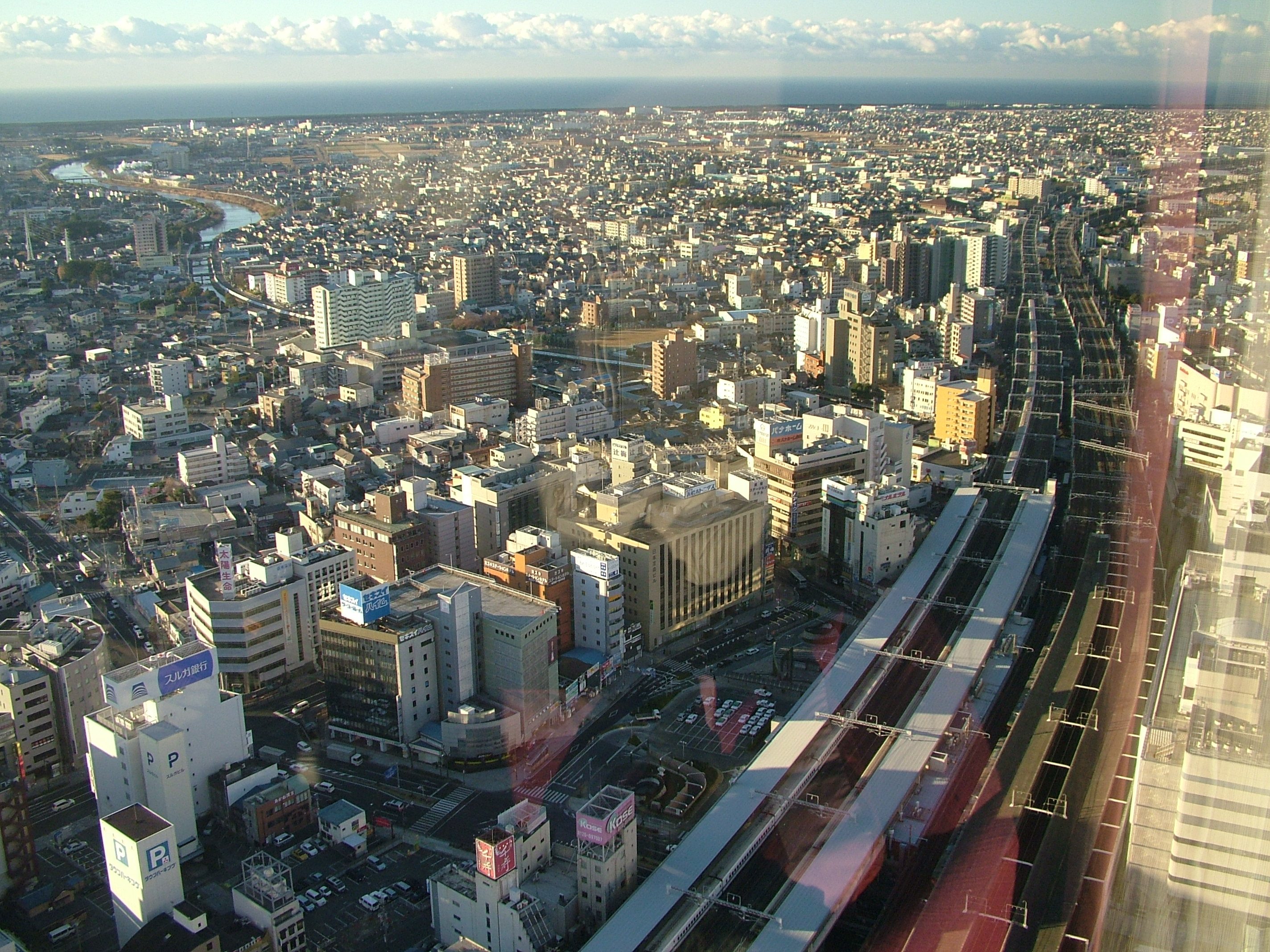
هاماماتسو

هاماماتسو شهری است در کشور ژاپن. این شهر در استان شیزوئوکا در جزیره هونشو قرار گرفته است. این شهر در ۱ ژوئیه ۲۰۰۵ با یازده شهر و شهرک اطرافش یکی شد و در ۱ آوریل ۲۰۰۷ تبدیل به یک شهر بزرگ شد. جمعیت این شهر در سال ۲۰۰۹ میلادی برابر ۸۱۳۰۰۰ نفر برآورد شده است.